# 루마니아의 국민공산주의
국민공산주의(루마니아어: Național comunismul)란 루마니아 사회주의 공화국에서 1960년대에서 1989년까지 루마니아 공산당 당국에 의해 권장되고 진흥되었던 수정주의적 마르크스주의와 국민주의가 결합된 형태의 혼합 정치 이념이다. 
정치가들은 국민공산주의의 발상과 기원을 게오르게 게오르기우데지가 촉발한 소련과의 관계 악화에서 찾기도 하나, 공식적으로 이 이념이 확립된 것은 니콜라에 차우셰스쿠가 1971년에 발표한 7월 선언문에서 언급된 것이 최초이다.
공산주의 사상가들 사이에서도 루마니아의 국민공산주의는 서독 및 이스라엘의 수교와, 1973년 피노체트 정권과의 수교, 파시스트 미화, 역사 왜곡 등으로 심각한 논란이 발생하여 여러 측면에서 맹렬한 비판의 대상이 된바 있다.
한편 차우셰스쿠 정권 붕괴 이후 루마니아 내부에서는 경제 악화와 빈곤 및 정치권 부패 문제가 발생하여 이전의 국민공산주의에 대한 향수가 생겨나고 있다고 나타났다.